# 苏塞勒
苏塞勒（法語：Soucelles，法語發音：[susɛl] ⓘ）是法国曼恩-卢瓦尔省的一个旧市镇，位于该省中北部，属于昂热区。2019年，苏塞勒与市镇维勒韦克合并为新市镇安茹地区里沃迪卢瓦。

## 地理
苏塞勒（47°34'8"N, 0°25'6"W）面积19.2 平方千米，位于法国卢瓦尔河地区大区曼恩-卢瓦尔省，该省份为法国西部内陆省份，大致对应安茹地区，北起顺时针与马耶讷省、萨尔特省、安德尔-卢瓦尔省、维埃纳省、德塞夫勒省、旺代省、大西洋卢瓦尔省和伊勒-维莱讷省接壤。
与苏塞勒接壤的市镇（或旧市镇、城区）包括：布里奥莱、科尔泽、卢瓦河畔蒙特勒伊、蒂耶尔塞、维勒韦克。
苏塞勒的时区为UTC+01:00、UTC+02:00（夏令时）。

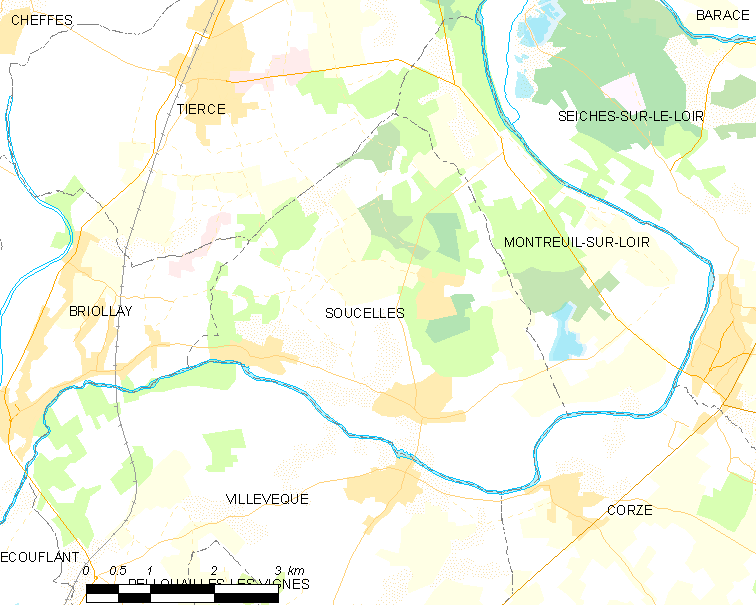
苏塞勒的OSM定位图

## 行政
苏塞勒的邮政编码为49140，INSEE市镇编码为49337。

## 政治
苏塞勒所属的省级选区为昂热第六县。

## 人口

1962-2008年间苏塞勒人口变化图示

苏塞勒于2018年1月1日时的人口数量为2581人。